# Jenny Hallstenson

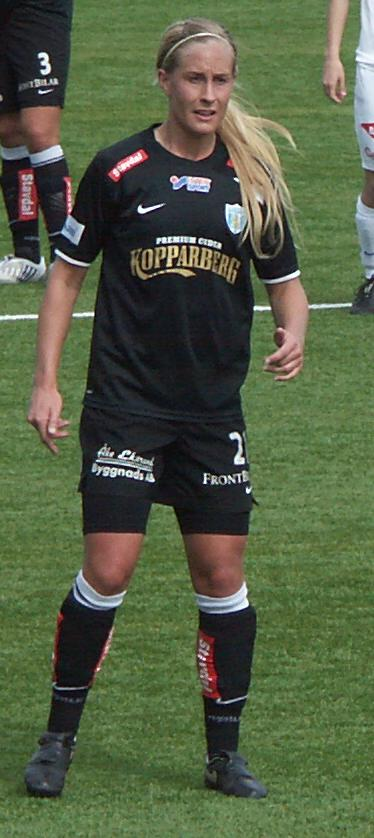
Jenny Hallstenson

Jenny Hallstenson, född 29 oktober 1980, är en svensk fotbollsspelare med Karlstadslaget QBIK som moderklubb. Hon spelade mittfältare i QBIK och var lagkapten med tröjnummer 8. Säsongen 2007 spelade hon också mittback. Hon är dotter till QBIK:s ordförande Lars-Inge Hallstenson. Efter att QBIK 2007 trillat ur Damallsvenskan bytte hon 2008 klubb till Kopparbergs/Göteborg FC.